# Beijing Qiling
Mit dem 2002 eingeführten Beijing Qiling, chinesisch für Kehrseite der Flagge, führt der chinesische Hersteller Beijing Automobile Works seine Produktion von leichten Lastkraftwagen fort. Als Vorgänger gilt der Beijing BJ-136. Die Entwicklungsbasis stellte der japanische Isuzu N-Serie. Den Qiling gibt es nur mit 5-Gang-Schaltgetriebe.
Für die meisten Länder findet die Produktion im Pekinger Hauptwerk statt. Der russische BAW Fenix wird in Uljanowsk von der BAW-RUS Motor Corporation produziert.
Folgende Motorisierungen stehen zur Wahl:
- Dieselmotoren:
  - Nissan 4D22E mit 2156 cm³ Hubraum und einer Leistung von 34,5 kW (BJ1040P1S31, BJ1040PAS31)
  - Nissan 4D26 mit 2596 cm³ Hubraum und einer Leistung von 47 kW (BJ1040P1S4, BJ1040PPS4)
  - Nissan 4D26 mit 2596 cm³ Hubraum und einer Leistung von 55 kW (BJ1040PPS4)
  - CY4102-C3F mit 3707 cm³ Hubraum und einer Leistung von 66 kW (BJ1044P1U52, BJ1044PPU52, BJ1044P1U53. BJ1044PPU53)
  - CY4102-C3F mit 3707 cm³ Hubraum und einer Leistung von 70 kW (BJ1044P1U52, BJ1044PPU52, BJ1044P1U53, BJ1044PPU53)
  - CA4DC2-10E3 mit 3168 cm³ Hubraum und einer Leistung von 80 kW (BJ1044P1U53, BJ1044PPU53)
  - CY4102-C3C mit 3856 cm³ Hubraum und einer Leistung von 88 kW (BJ1065P1U62)

- Ottomotoren:
  - XG491Q-MA mit 2237 cm³ Hubraum und einer Leistung von 103 kW (BJ1040PAD41)

## Maße
Beijing Qiling Single Cab 1 Tonner (BJ1040P1S31): 5380 mm × 1910 mm × 2270 mm; Radstand: 2800 mm

Beijing Qiling Double Cab 1 Tonner (BJ1040PAS31): 5380 mm × 1910 mm × 2290 mm; Radstand: 2800 mm

Beijing Qiling Single Cab 1.5 Tonner (BJ1040P1S4): 5985 mm × 1950 mm × 2200 mm; Radstand: 3200 mm

Beijing Qiling Space Cab 1.5 Tonner (BJ1040PPS4): 5985 mm × 1950 mm × 2200 mm; Radstand: 3200 mm

Beijing Qiling Double Cab 2 Tonner (BJ1040PAD41): 5985 mm × 1990 mm × 2200 mm; Radstand: 3200 mm

Beijing Qiling Single Cab 2.5 Tonner (BJ1044P1U52): 5990 mm × 2020 mm × 2220 mm; Radstand: 3308 mm

Beijing Qiling Space Cab 2.5 Tonner (BJ1044PPU52): 5990 mm × 2020 mm × 2220 mm; Radstand: 3308 mm

Beijing Qiling Single Cab 3 Tonner (BJ1044P1U53): 5990 mm × 2150 mm × 2220 mm; Radstand: 3308 mm

Beijing Qiling Space Cab 3 Tonner (BJ1044PPU53): 5990 mm × 2150 mm × 2220 mm; Radstand: 3308 mm

Beijing Qiling Single Cab 3.5 Tonner (BJ1044P1U53): 5990 mm × 2150 mm × 2290 mm; Radstand: 3308 mm

Beijing Qiling Space Cab 3.5 Tonner (BJ1044PPU53): 5990 mm × 2150 mm × 2290 mm; Radstand: 3308 mm

Beijing Qiling Single Cab 4.5 Tonner (BJ1044PPU53): 5990 mm × 2150 mm × 2290 mm; Radstand: 3308 mm

Beijing Qiling Space Cab 4.5 Tonner (BJ1065PPU62): 6990 mm × 2200 mm × 2287 mm; Radstand: 3860 mm